# Tomosvaryella subnitens
Tomosvaryella subnitens är en tvåvingeart som först beskrevs av Cresson 1911.  Tomosvaryella subnitens ingår i släktet Tomosvaryella och familjen ögonflugor. Inga underarter finns listade i Catalogue of Life.